# 惠州战役 (1925年)
惠州戰役發生於1925年10月9日至14日，是國民革命軍東征的主要戰役，交戰雙方為國民革命軍第一師和陈炯明下属的救粵軍，國民革命軍於此役占領惠州。

## 背景
1925年3月，孙中山去世。廣東革命政府和陈炯明的粤军仍然各自据守己方的阵地。其中粤军以惠州为大本营，粤军林虎部守赣南，叶举部和洪兆麟部守闽南，杨坤如部守惠州。5月21日，见粤军主力已退出广东，许崇智、蒋中正便率兵返回广州。6月，平定滇军杨希闵、桂军刘震寰叛变。15日，中國國民黨中央執行委員會决定将大元帅府改组为国民政府，将麾下各军编为国民革命军。
在此期间，退入赣、闽的粤军补充饷械，逐渐恢复元气，趁此机会重新入粤。坐鎮香港的陈炯明更得到英屬香港政府帮助，获百万发子弹、100多万现金支援，北京的段祺瑞政府更送来30万军费和两艘军舰。9月1日，陳軍南下進攻潮汕:295，2日，粵南陳軍殘部鄧本殷襲擊肇慶:296，15日，潮汕復陷於陳炯明之手:345。
9月21日，國民黨中央政治局委員會開會討論東征問題，国民政府軍事委員會将第一、第四军近3万人编为三个纵队，分由何应钦、李济深、程潜指挥:357，27日，國民政府軍事部決定出兵東江:373，9月28日，任命蒋介石为东征军总指挥，以第一、四军为基干讨伐陈炯明，蔣介石下達準備出發令，計劃分三期出師:374。

## 经过

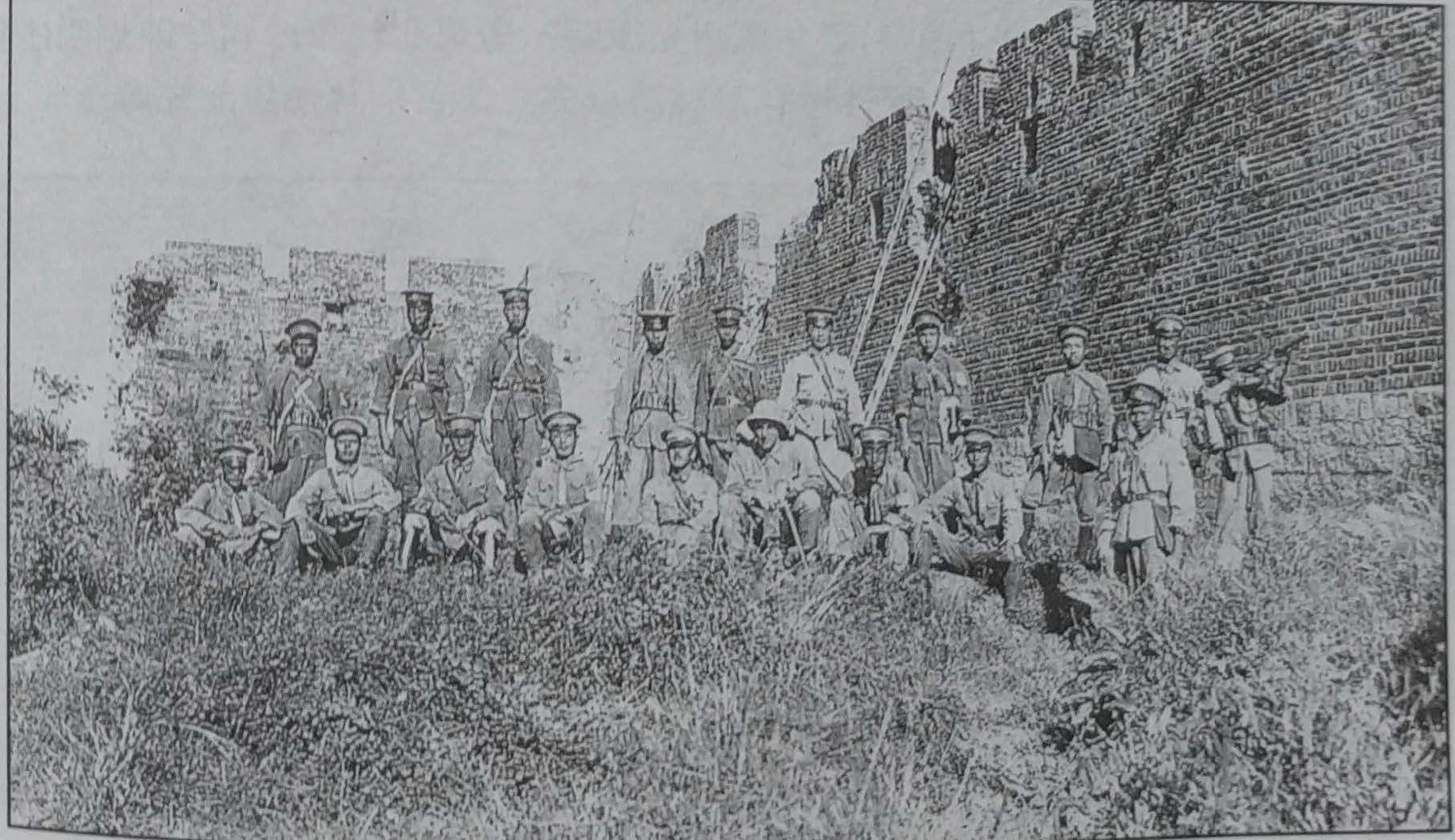
國民革命軍第一軍砲兵營在惠州城北門

陈炯明将粤军主力1万余人集中于惠州，由粤军第六军军长杨坤如指揮。而東征軍以第二、一、三纵队分为左、中、右路，進軍惠州，其中第一纵队实力最强:218。10月6日蔣介石率軍抵達石龍:405，8日令何應欽率軍進攻惠州:408，10日，東征軍攻克惠州城周邊制高點飛鵝嶺:422，11日，蔣介石編組攻城先鋒隊:424，12日，东征军包围惠州城，并向杨发出劝降电，令他将军队撤往白芒花地区收编，杨不从。
10月13日，蒋介石亲自登上飞鹅岭阵地指挥，東征軍集結於惠州城外，由第一縱隊抽組650人敢死隊向惠州城攻堅，由於軍援物資中無工兵爆破器材，亦無攻城用重炮，因此敢死隊的戰術只有冒死抵達城牆下架設竹梯攀牆。在作戰前，東征軍向敢死隊每人發放30銀元犒賞，並允諾立功者將會發放100元。當日東征軍上午開始向惠州城炮擊，並有飛機向城內投擲傳單等實施心理戰攻勢，下午1時向惠州城北门、西門發起攻城，雖有火砲和飛機助戰，但在守軍強力防禦下東征軍無法攻入城內，自北門攻堅的國民革命軍第一軍第2師第4團傷亡過半，團長劉堯辰在攀牆時中彈身亡，當日傍晚第一縱隊撤退:428。
10月14日早上，第一縱隊重新發動攻城，北門主攻仍為第4團，第7團與第1補充團主攻西門，第8團掩護。炮兵營營長陳誠指揮山炮連將6門火炮移動到距離惠州城外500公尺處，對城上火力據點進行近距離壓制，“专射击敌之侧防机关枪，第二弹即命中之。我步兵即利用敌机关枪毁坏之时，搬运人梯至城脚，冒险登城，并掷手榴弹。”“如此者再，殊知我军之青天白日旗早已飘扬于北门城上矣。”第4團第3連中尉排長陳明仁率先攻上惠州城樓；因登城成功，何應欽下令將預備隊投入，隨後西門亦被第7團由蔣先雲率軍攻破:429。守城的救粵軍大多失去戰意投降，軍長杨坤如身负重伤，在残部的保护下自東門突围，向河源撤退。:211-212

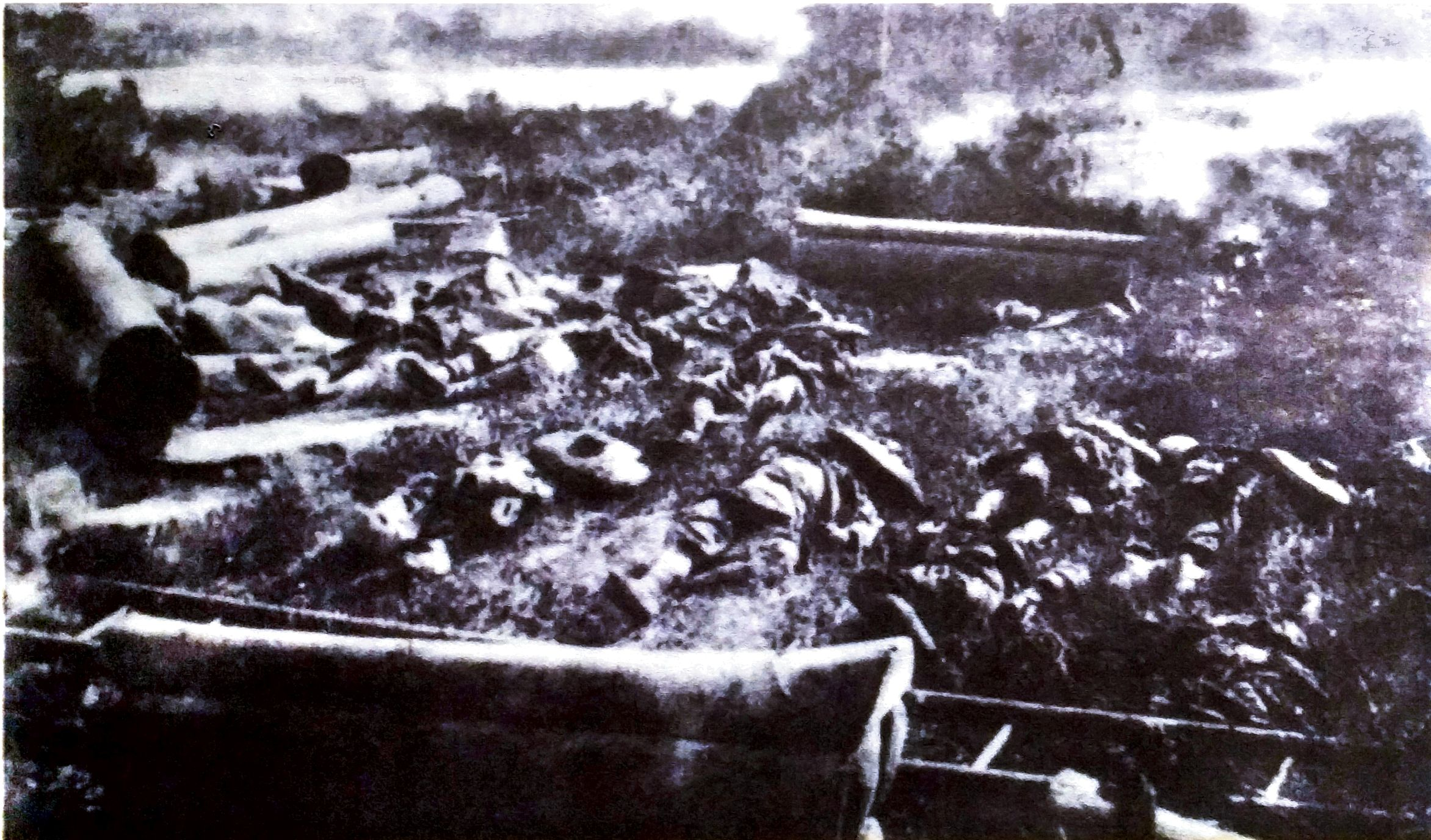
惠州戰役後的遍地尸骸

惠州戰役後，國民革命軍收俘4000餘人、繳獲步槍1,500枝、機槍4挺。第一縱隊死傷1千餘人，其中241人為黃埔軍校畢業生。事后，陈诚不禁感慨道：“战斗时间虽云两日，实不及六小时，竟能克此金汤。”潮梅旅省团体致电祝贺：“顷闻惠城已下，天险之区，崇朝瓦解，足见以仁攻暴，无坚不陷，无敌不摧。”“逆敌失所凭依，从此乘胜长驱，潮梅光复之期不远。本会敬代两州人民竭诚巾贺，并致慰劳之忱。”

## 影响
此次惠州之役，是国民革命军第二次东征的第一役。经此一战，完全攻克陈炯明的老根据地惠州，奠定了第二次东征的胜利基础。东征军乘胜前进，右路军于10月下旬攻占海丰、陆丰，31日克复兴宁，11月初收复潮、汕。中路军于10月下旬攻占紫金，28日占领五华，11月初进至揭阳，克复饶平。左路军于10月23日攻占河源、老隆，11月上旬攻取梅县，11月初克复大浦。至1926年初，广东全省底定。
1930年3月，黄埔军校在惠州建黄埔军校东征阵亡烈士纪念碑，埋葬死于惠州城的校军241人，以示纪念。